# Чън Хънг Дао
Чън Хънг Дао (виет: Trần Hưng Đạo; хан: 陳興道), роден като Чън Куок Туън (виет: Trần Quốc Tuấn; хан: 陳國峻) е виетнамски пълководец, член на кралското семейство и военен стратег по време на управлението на династия Чън (XIII – XIV век).
Като главнокомандващ войските на Дайвиет (днешен Виетнам) Чън Хънг Дао успява да отблъсне три пъти (през 1258, 1285 и 1288 г.) монголските нашественици водени от Кубилай хан, като прилага блестяща стратегия и военна тактика, която по-късно описва в поредица теоретически трудове. След смъртта му виетнамският народ го провъзгласява за светец и национален герой.

## Произход
Чън Куок Туан е син на принц Чън Лиеу, който е по-голям брат на императора Чън Тхай Тонг. Той се ражда в момент, когато фамилията Ли отстъпва през 1225 година на фамилията Чън мястото на управляваща династия в държавата. Това се случва след като последният монарх от династията Ли, императрица Ли Чиеу Хоанг абдикира от престола в полза на съпруга си Чън Тхай Тонг.
По-късно поради възникнали политически обстоятелства, бащата на Чън Куок Чън Лиеу е принуден да изостави жена си и майка на сина си Ли Чиеу Тхан, като се отказва от нея в полза на новия император. Този акт не отдалечава двамата братя, а дори напротив, макар да носи голямо огорчение на Чън Лиеу до самата му смърт.
Чън Куок Туан, Чън Лиеу и император Чън Тхай Тонг имат много близки отношения, което дава възможност на младия Чън Хънг Дао да получи много добро образование, знания и умения, които му дават възможност да се изгради като велик лидер, пълководец и забележителен военен стратег.

## Монголска инвазия
След като през 1225 – 1226 г. династия Чън взима властта в Дайвиет, започва целенасочено и систематично да елиминира другите власт-претендиращи фракции в страната, като по този начин напълно затвърждава властта си.
През това време, на север от страната се появява голяма заплаха в лицето на монголите, които все повече наближават с войските си границите на Виетнам, завладявайки едно след друго южните китайски царства.
През 1258 – 1259 г. монголските войски нахлуват в Дайвиет, като превземат столицата Тханглонг и я опожаряват, но поради политически сътресения в Монголия се налага да се откажат от инвазията и се оттеглят.

### Втора монголска инвазия
През 1280-те виетнамското царство отново е изправено пред нарастващата заплаха от монголците. За главнокомандуващ на виетнамската армия е назначен Чън Хънг Дао, който във вдъхновяваща реч пред войската, призова за национално единство и висок дух в борбата с нашествениците.
През 1283 – 84 г. армиите на Кубилай нахлуват в делтата на Червената река и се насочват към столицата Тханглонг. Този път виетнамците, водени от Чън Хънг Дао са добре подготвени за това нападение и изоставят града предварително, без да оставят плячка за монголската армия.
Чън Хънг Дао решава да възприеме отбранителна стратегия, чрез водене на партизанска война. В директни сражения влиза единствено по вода, където виетнамският флот има значително предимство пред монголите, като по този начин не позволява на врага да разгърне най-мощното си звено – конницата. След като климатът, болестите, недостигът на провизии и тактиката на изгорената земя сломява духа на нападателя, виетнамската армия предприема контраофанзива, освобождава столицата и изгонва монголите обратно в Китай.

### Трета монголска инвазия
През 1287 г. монголите отново насочват поглед към Дайвиет. Кубилай Хан събира още по-голяма пехота, кавалерия и военноморски флот с обща численост над 300 000 души (според други източници 500 000 души).
По време на първия етап от нашествието, монголската армия печели няколко лесни победи по суша и море, като бързо напредва към имперската столица Тханглонг.
След кратка съпротива и няколко победи най-вече по вода, Чън Хънг Дао осъзнава, че няма да може да се справи с монголската конница в директен сблъсък и пак преминава на партизанска война. Тормозейки и нанасяйки огромни жертви на монголите по пътя им към императорския град, той го предава без бой. Същевременно печели няколко много важни флотски победи, които отрязват притока на провизии за монголите по море.
Когато монголската армия разбира, че е обречена на глад и че неин командир е пленен, изпада в паника. Тогава генерал Чън Хънг Дао, през 1288 г. предприема контраофанзива, използвайки тактиката на Нго Куйен за отблъскването на китайски войски през 938 г. Виетнамците забиват метални прътове на дъното на р. Бач Данг и тогава малка виетнамска флотилия примамва монголската флота да навлезе в реката точно, когато започва отливът. Монголската флота от 400 кораба е потопена, пленена или изгорена от виетнамските огнени стрели. След това поражение уплашените монголски войници преминават в отстъпление, тормозени по пътя от войската на Чън Хънг Дао.

## Оттегляне и смърт
След успешната съпротива срещу монголските нашественици Чън Хънг Дао се оттегля да живее във Ванкиеп. Използвайки благоприятното географско положение на района, чийто център е Киеп Бак, той построява своя резиденция и военна база, която да се използва за стратегически фронт, защитаващ североизточната част на Дайвиет от евентуални нови нападения. Чън Хънг Дао разпорежда на войниците и жителите на района да отглеждат билкови растения за лечение.
На 11 октомври 1300 г. Чън Хънг Дао умира. В негова памет и почит са построени храмове в много райони в страната, както и в чужбина в държавите, където има виетнамски общности. В негова памет се провеждат и фестивали, като най-тържественият е в неговата бивша резиденция Киеп Бак, Чи Лин, провинция Хай Зъонг, на датата, на която е починал.

## Tеоретични трудове
Чън Хънг Дао е не само пълководец, но също известен теоретик. Със своите военни теоретически трудове: „Елементарни наставления по военното дело“ („Binh thu yeu luoc“), където са изложени неговите три стратегически принципа: опора на народа, запазване на редовната армия и нанасяне на решаващи удари на противника, „Военно изкуство“ („Van Kiep bi truyen“) и „Възвание към военачалниците и войниците“ („Hich tuong si“) Чън Хънг Дао се превръща в идеолог на военното изкуство. Легендарният виетнамски генерал, който неколкократно отблъсква монголските нашественици, заявява, че срещу враговете трябва да се подходи със стратегия и тактика, както в играта Го.